# ترانه کولا
«آهنگ کولا» تک‌آهنگی از هنرمند اهل رومانی اینا است که در ۱۵ آوریل ۲۰۱۴ منتشر شد.
این تک‌آهنگ در چارت‌های، اسپانیا جزو ده ترانه اول قرار گرفت.